# Belleville-en-Caux
Belleville-en-Caux là một xã thuộc tỉnh Seine-Maritime trong vùng Normandie miền bắc nước Pháp.

## Huy hiệu
| Arms of Belleville-en-Caux | The arms of Belleville-en-Caux are blazoned: Azure chapé, a cushion Or, on each chapé a partridge gules. |

## Dân số
| Năm | 1962 | 1968 | 1975 | 1982 | 1990 | 1999 | 2006 |
| --- | ---- | ---- | ---- | ---- | ---- | ---- | ---- |
| Dân số | 185  | 210  | 261  | 305  | 330  | 357  | 516  |
| From the year 1962 on: No double counting—residents of multiple communes (e.g. students and military personnel) are counted only once. |      |      |      |      |      |      |      |